# Mesanthura miersi
Mesanthura miersi är en kräftdjursart som först beskrevs av William Aitcheson Haswell 1885.  Mesanthura miersi ingår i släktet Mesanthura och familjen Anthuridae. Inga underarter finns listade i Catalogue of Life.